# أليسار كركلا
أليسار كركلا مصممة رقص لبنانية، وهي ابنة الفنان اللبناني المايسترو عبد الحليم كركلا، مؤسس مسرح كركلا العالمي. هذا المسرح الذي يؤدي رسالته الإبداعية، منذ أكثر من خمسين عاماً؛ حاملاً التراث وهوية الثقافة العربية إلى أكبر المحافل الدولية، معبراً عن أصالة شعب وثراء تاريخ، حيث تناولت إبداعاته كبريات الصحف والإعلام العالمي.
درست أليسار في كاليفورنيا وحصلت على شهادة البكالوريوس في العلاقات الدولية من جامعة «لويولا ماريمونت» في لوس أنجلس عام 1996، وشهادة الماجستير في نظريات الكوريغرافيا من جامعة «كاليفورنيا» UCLA في لوس أنجلس عام 2000.
وبعد عودتها من أميركا بدأت تضع لمساتها الإبداعية على أسلوب مسرح كركلا برؤيتها الفنية المميزة.
كما أسست «مدرسة كركلا لتعليم الرقص» التي تضم اليوم أكثر من 2000 طالب وطالبة من المواهب التي تطمح لتعلم المبادئ التقنية الحديثة للرقص.
كما شاركت في برنامج «ستار اكاديمي» كمدربة رقص في موسمه الأول وحتى الموسم التاسع. 